# Freisaal

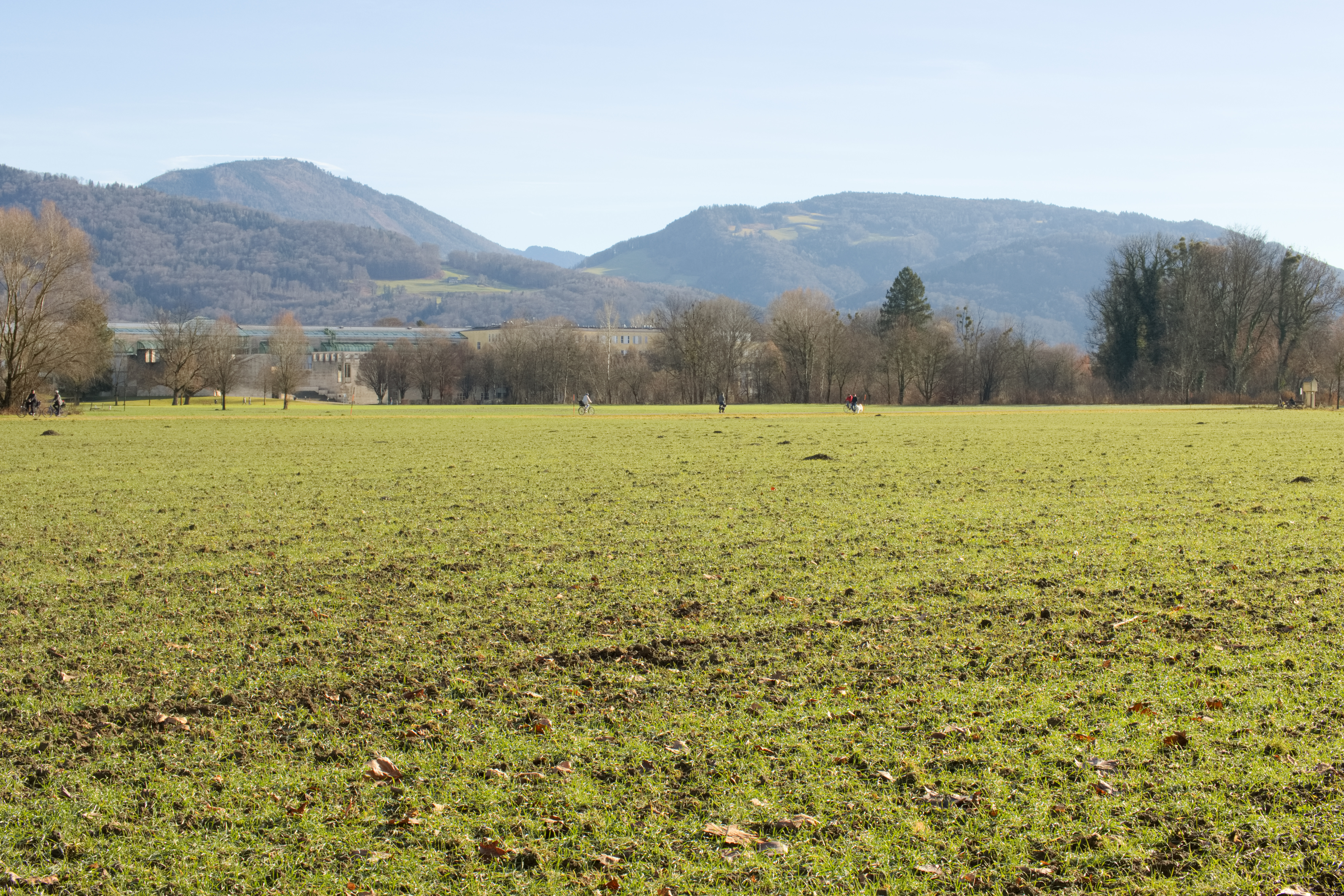
Freisaalwiesen

Freisaal ist ein stadtnaher Freiraum in der österreichischen Landeshauptstadt Salzburg im Stadtteil Nonntal. Der Grünraum ist Teil des Landschaftsgartens Hellbrunn und wird geprägt durch das einst bedeutende fürsterzbischöfliche Wasserschloss Freisaal. Am südöstlichen Rand steht die Natur- und Lebenswissenschaftliche Fakultät der Universität Salzburg mit dem angeschlossenen Botanischen Garten der Universität Salzburg. Teile des Naturraums sind als Geschützter Landschaftsteil ausgewiesen, im Gebiet befinden sich zudem zwei Naturdenkmale.

## Geografie

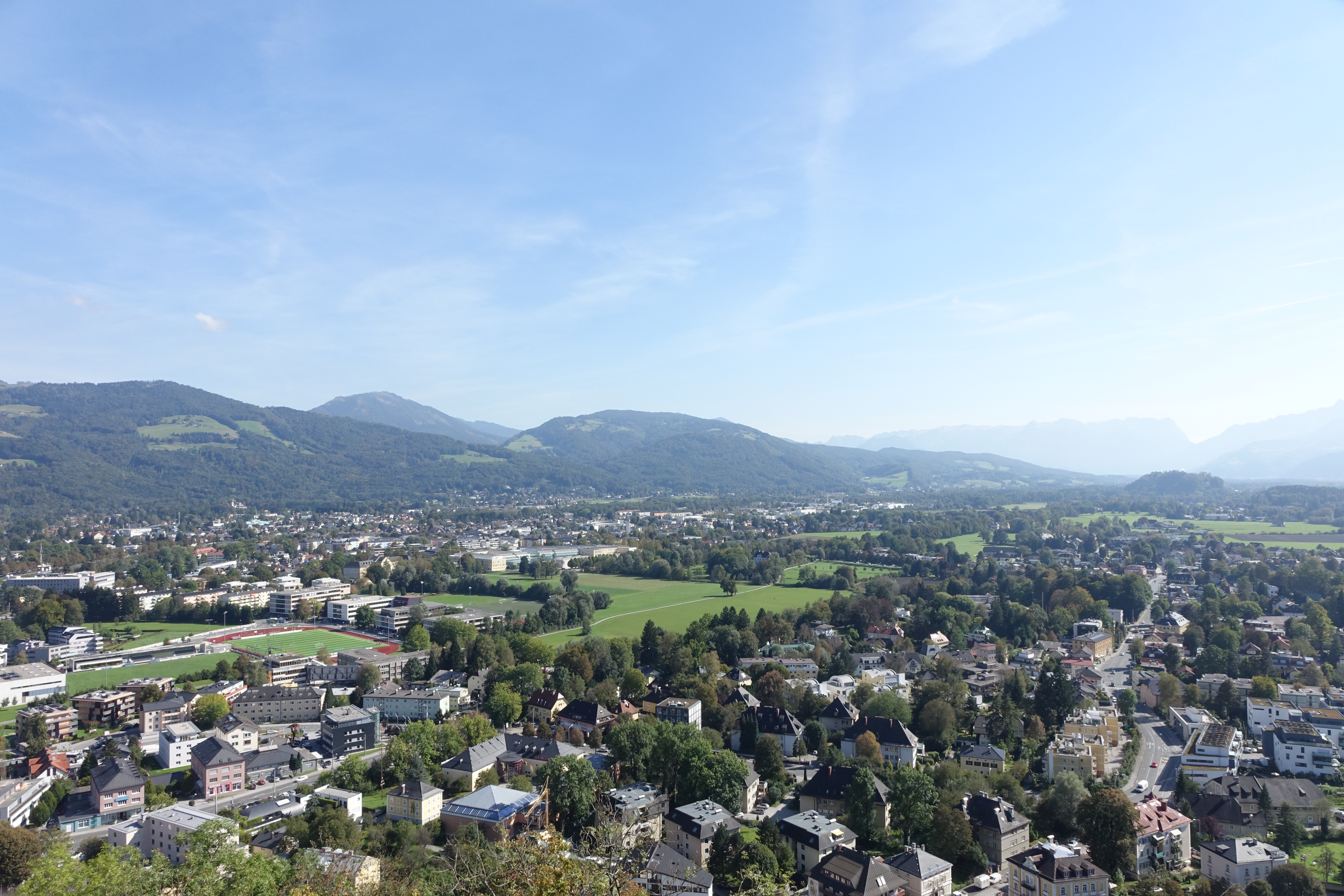
Bildmitte: die Lage von Freisaal im südlichen Stadtgebiet

Freisaal nennt sich der vielfältig gestaltete alte Kulturraum rund um ein gleichnamiges Schloss und dem zugehörigen Weiher, das im Kern im 14. Jahrhundert als Lustschloss errichtet wurde. Dieser Raum gehörte stets zum "Weichbild" der Stadt, in dem das Stadtrecht Geltung hatte und damit auch zur eigentlichen Vorstadt Nonntal. Der Raum befindet sich etwa 500 bis 1000 Meter südlich der Altstadt und ist – Teil des sog. Äußeren Nonntals. Seine Ost-West-Ausdehnung beläuft sich auf ungefähr 500 Meter, die von Nord nach Süd etwa 600 Meter; die Fläche beträgt etwa 28 Hektar. Begrenzt wird der Grünraum Freisaal im Norden von den Bauten entlang der Akademiestraße (Pädagogische Hochschule, drei Gymnasien sowie Wohnhäuser), im Osten von den Bauten entlang der Hellbrunnerstraße (vor allem Altersheim und das Universitätsgebäude), im Süden von der Hofhaymer-Allee und im Westen weitgehend vom Hellbrunnerbach und dem Hechtenbach. Im Süden bildet die Hofhaymer-Allee (historisch früher Freisaal-Allee) die Begrenzung von Freisaal und damit gleichzeitig die Grenze zum südlich anschließenden Stadtteil Morzg, bzw. im Osten entlang der Hellbrunnerstraße die Stadtteilgrenze zu Salzburg-Süd bzw. zu den dortigen Stadtvierteln Josefiau (nördlich) und Herrnau (weiter im Süden).
Als Gewässer befinden sich im Raum Freisaal neben dem Hellbrunnerbach der Hechtenbach, ein kulturgeschichtlich altes Nebengerinne dieses Baches (am Rand von Morzg von ihm abzweigend und in Freisaal wieder in ihn mündend), der gleichzeitig (unter der amtlichen Bezeichnung Hechtenbach-Unterlauf) seit dem Mittelalter den Zu- und Abfluss des Freisaal-Weihers um das alte Schloss Freisaal bildet. Östlich fließen parallel dazu zwei weitere kurze Bäche, amtlich als Hechtenbach-Unterlauf Ha und Hechtenbach-Unterlauf Hb bezeichnet, wovon letzterer den Teich beim Universitätsgebäude durchfließt.
Freisaal ist der nördlichste Teil des Landschaftsschutzgebiets Salzburg-Süd.

## Bauwerke

### Freisaalweg und Schloss Freisaal

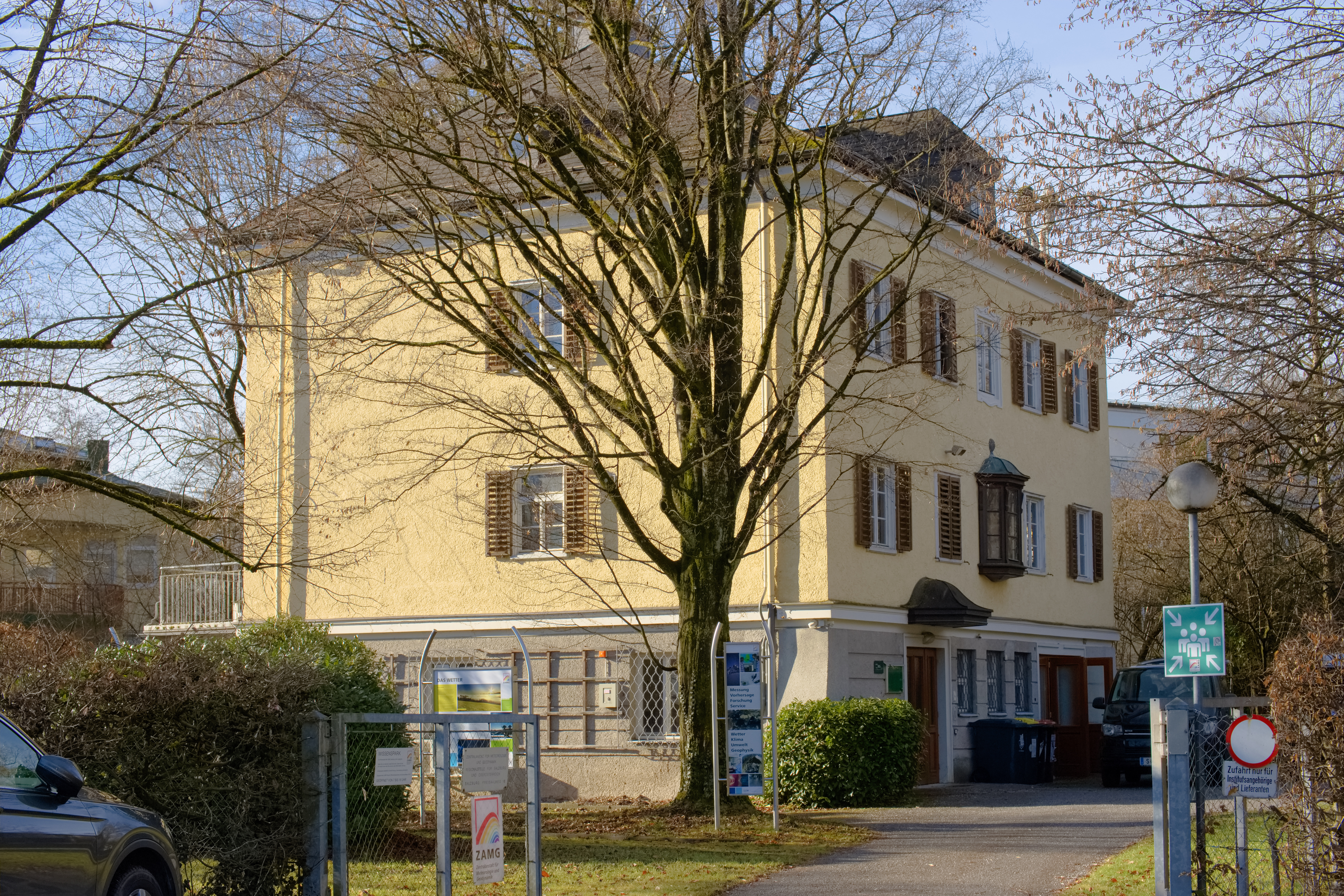
Haus Freisaalweg 16

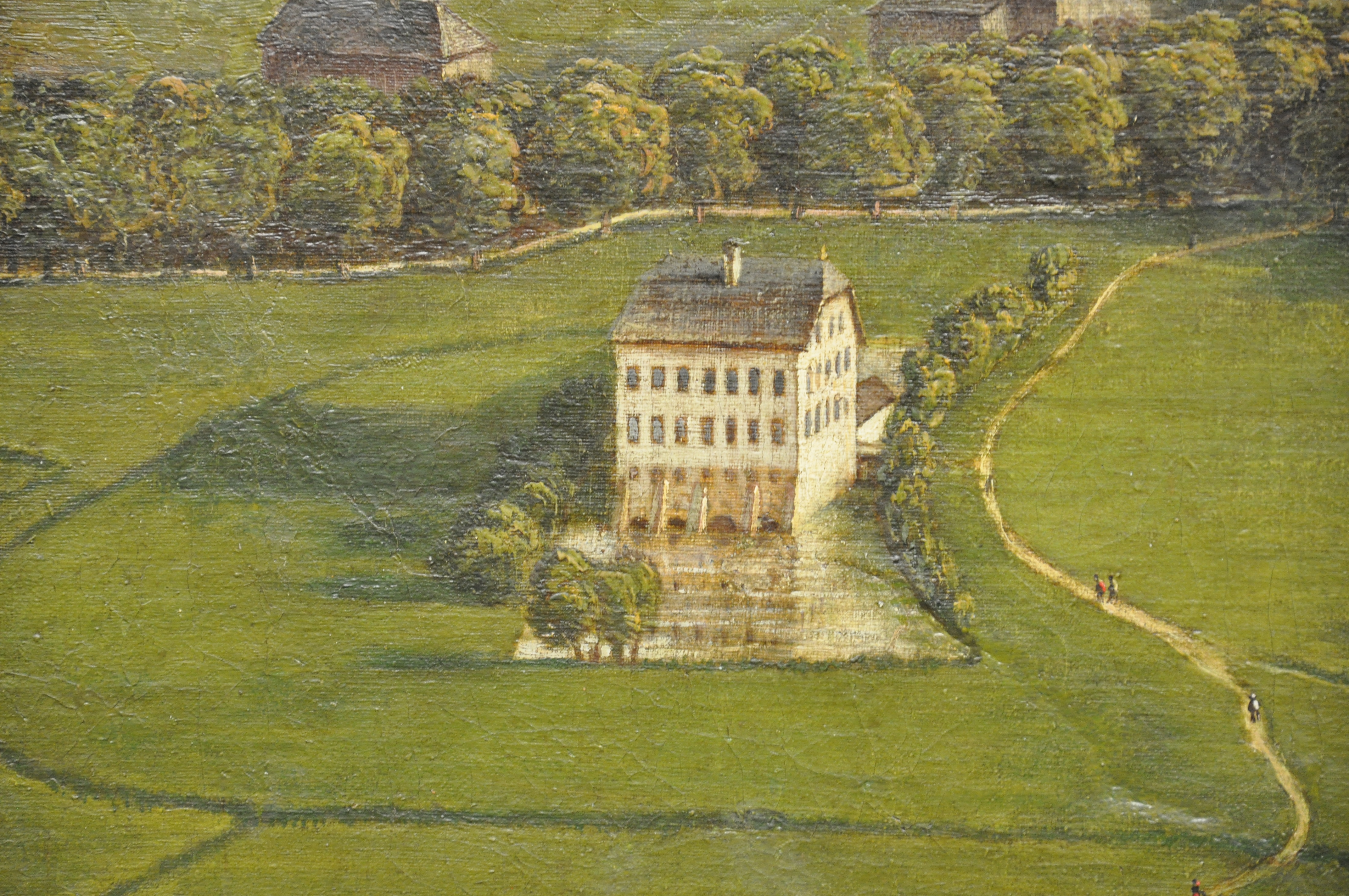
Schloss Freisaal und der Frreisaalweg auf dem Sattler-Panorama (1829)

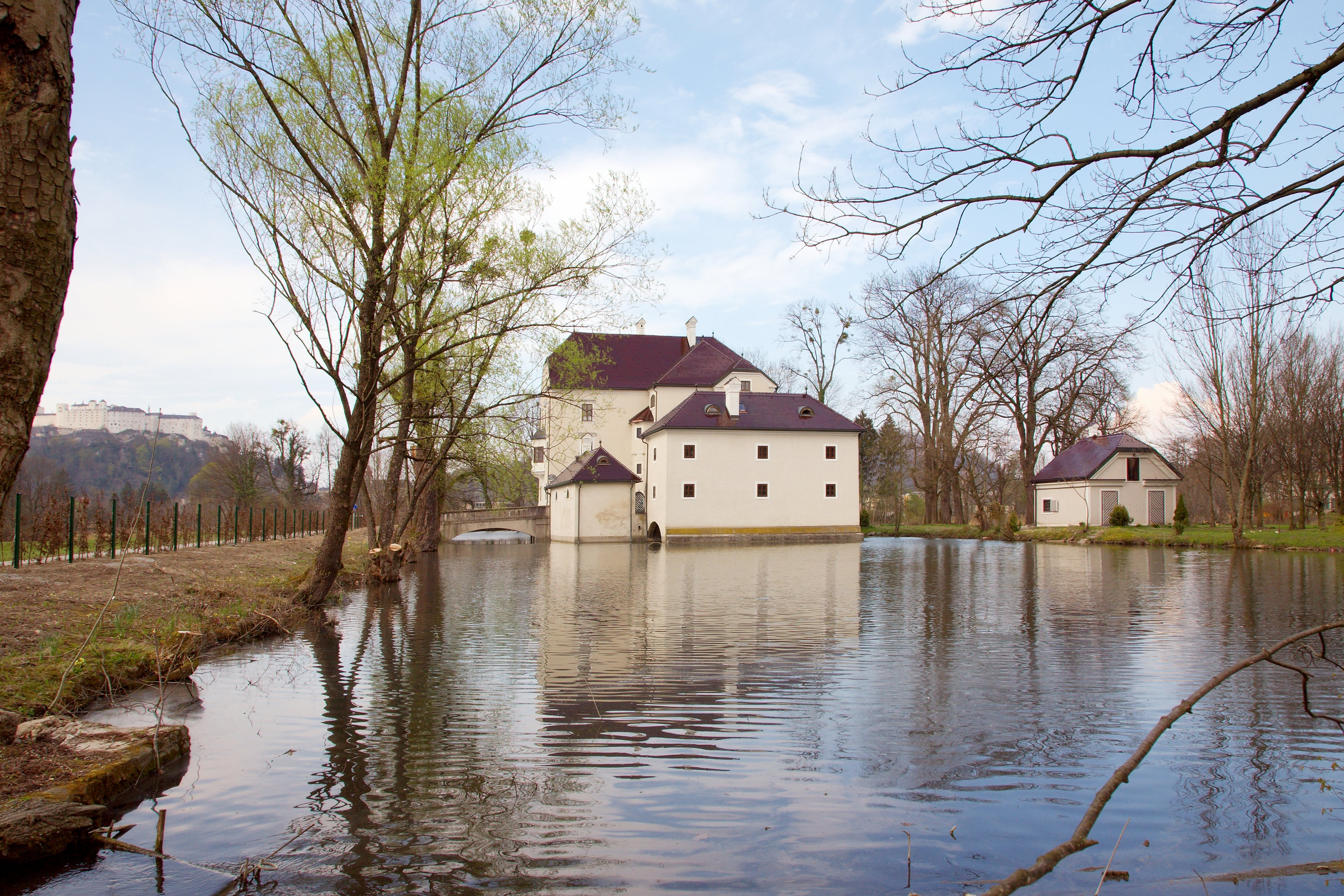
Schloss Freisaal (2007)

Von Nord nach Süd führt durch Freisaal ein Fuß- und Radweg, der Freisaalweg, der sich nach Süden hin in der historischen Hellbrunner Allee fortsetzt. Nur zwei Adressen von Häusern existieren entlang des Freisaalwegs: am Nordrand von Freisaal mit der Nummer 16 der Salzburger Standort der Zentralanstalt für Meteorologie und Geodynamik, eine einstöckige Villa aus der Gründerzeit mit ehemals größerem Garten, und mittig im Freisaal mit der Nummer 31 das Schloss Freisaal selbst.
Schloss Freisaal stammt im Kern aus der Zeit nach 1350 und wird 1392 erstmals urkundlich erwähnt. Es wurde im frühen 15. Jahrhundert erweitert und 1549 unter dem erzbischöflichen Administrator Ernst von Bayern wieder erneuert. Damals wurde auch der Weiher um das Schloss, der offensichtlich damals stark verlandet war, wieder instand gesetzt, das Wasserschloss erhielt so seinen Charakter zurück. Die Gegend von Freisaal war zu jener Zeit nächst dem Auwaldsaum der Salzach gelegen sehr wasserreich. Das Anwesen Freisaal, zu dem auch ein Meierhof gehört, stand im Besitz der Salzburger Erzbischöfe. Seit 1811 ist das Schloss in Privatbesitz.
Der vom Schloss auf seine Umgebung übertragene Name Freisaal leitet sich von Freudensaal her (in alten Schreibungen wie Freydensall, Freyensahl und ähnlich) mit der im Mittelhochdeutschen vorliegenden Bedeutung von sal als ‚Haus, Halle‘. Der Name des Schlosses ist damit gewissermaßen eine Alternativbezeichnung für ‚Lustschloss‘.
Spätestens seit 1452 war Schloss Freisaal jener Ort, an dem die neu gewählten Erzbischöfe formell ihre Machtbefugnisse als Fürsten erhielten (ausgenommen davon ist die Zeit von 1670 bis 1750, wo der Zug in die Stadt und zum Dom beim Schloss Mirabell begann). In der Folge zogen die neuen Fürsten nach einem festgelegten Protokoll über die Fürstenallee oder über die Hellbrunnerstraße prunkvoll in die Bischofsstadt Salzburg und weiter zum Dom ein. Dieser Einzug wurde als Adventus (lateinisch adventus, ‚Ankunft‘), also als Ankunft (des Erzbischofs) bezeichnet und hatte sein Vorbild in den Einzügen der Kaiser in die deutschen Reichshauptstädte. Das Ritual hat seine Wurzeln in den Triumphzügen der altrömischen Kaiser. Festgehalten ist ein derartiges Zeremoniell in einem Fresko aus dem Jahr 1558 also der Renaissancezeit von Hans Bocksberger dem Älteren im Festsaal des Schlosses. Dargestellt sind der Fürsterzbischof zu Pferd und die zahlreichen weltlichen und geistlichen Teilnehmer der Prozession (unter anderem in einer ersten Abbildung der Salzburger Domchor) in der Art, wie der Einzug des Erzbischofs in den schriftlichen Quellen der Frühneuzeit und des Barock beschrieben wird. Aufgrund des zeitlichen Zusammentreffens  (das Gemälde stammt von 1558) wird vermutet, dass es sich bei der dargestellten Prozession um den Einzug von Erzbischof Michael von Kuenburg im Jahr 1555 handelt. Gesichert ist dies jedoch nicht. Letztmalig gab es einen derartigen Festzug mit Fürsterzbischof Hieronymus von Colloredo 1772. Nach 1800 verloren die Fürsterzbischöfe die weltliche Macht über das Land Salzburg, damit büßte auch Schloss Freisaal seine einst prägende herrschaftliche Bedeutung ein.

### Seniorenwohnhaus Hellbrunn
1839 wird berichtet, dass das umliegende Gelände von Schloss Freisaal für militärische Übungszwecke genutzt wird. 1898 wurde angrenzend in der Hellbrunnerstraße durch dne Baumeister Jakob Cecconi eine Landwehr-Kaserne errichtet (genannt Hellbrunner Kaserne, wiewohl sie nur an der Hellbrunnerstraße liegt und nicht in diesem Stadtteil). Die Exerzierplätze wurden gegenüberliegend Richtung Salzach verlegt. Nach 1921 wurde das Gebäude für Wohnzwecke genutzt. 1961 kaufte die Stadt Salzburg das  Gelände und baute es zu einem Altersheim um. Der Zubauten durch das "Haus Freisaal" erfolgten nach dem Jahr 2000. Die Anlage mit dem denkmalgeschützten Haupthaus nennt sich nun Seniorenwohnhaus Hellbrunn.

### Natur- und Lebenswissenschaftliche Fakultät der Universität Salzburg
Ein vom Freisaalweg östlich abzweigender Weg führt zu dem von 1982 bis 1986 errichteten Gebäude der Naturwissenschaftlichen Fakultät der Universität Salzburg – örtlich kurz als Nawi oder Nawi-Gebäude bekannt. Seit Jahresbeginn 2022 lautet die Bezeichnung der universitären Organisationseinheit Natur- und Lebenswissenschaftliche Fakultät (NLW). Neben dem Haus wurde in Anlehnung an das Schlossareal ein Teich angelegt, südlich ist für Forschungszwecke ein botanischer Garten eingerichtet. Diese Anlage steht angrenzend an den Schlosspark von Freisaal an der Hellbrunnerstraße südlich des Altersheims.

#### Geschichte
Die Institute der 1962 neu gegründeten Universität waren ursprünglich über die Stadt verstreut. Deshalb kam es zu Diskussionen über den Bau einer Campus-Uni und im Jahr 1973 zu einem Architekturwettbewerb für ein gemeinsames Fakultätsgebäude in Freisaal für die Große Philosophische Fakultät (die Vorläuferin der nachfolgenden Naturwissenschaftlichen und Geisteswissenschaftlichen Fakultät). Da die Projektvorstellung 1975 große Proteste ausgelöst hatte durch eine großflächige Verbauung von kulturhistorisch bedeutsamen Grünland, entschied man, ein Gebäude nur für die Institute der (seit 1975) bestehenden Naturwissenschaftlichen Fakultät zu bauen. Die Institute der ebenfalls neuen Geisteswissenschaftlichen Fakultät verblieben teilweise (bis zum Bau des Uniparks Nonntal) in den Provisorien an der Akademiestraße bzw. bezogen verschiedene bestehende Gebäude in der Altstadt (darunter die ehemalige Gewerbeschule, das jetzige Haus für Gesellschaftswissenschaften). Das Landessportzentrum kam nach Hallein-Rif.
Im Jahr 1978 erging an eine Planungsgemeinschaft „Architektengruppe Universität Salzburg“ (Mitglieder Wilhelm Holzbauer, Stefan Hübner, Heinz Ekhart, Georg Ladstätter und Heinz Marschalek), die die mit dem ersten und zweiten Preis ausgezeichneten Teilnehmer der Architekturwettbewerbs auf Wunsch der Universität gebildet hatten, der Auftrag das neue Gebäude zu planen. Statt der ursprünglich geplanten 67.000 m² wurden nur 16.000 m² verbaut. Die restlichen Flächen in Freisaal verblieben als Grünland. Nach weiteren Diskussionen um den Bau kam es 1982 unter Anwesenheit von Wissenschaftsministerin Hertha Firnberg zum Spatenstich. 1986 nahm das Gebäude seinen Betrieb auf. Im selben Jahr wurde der Architektengruppe der Salzburger Architekturpreis zugesprochen.

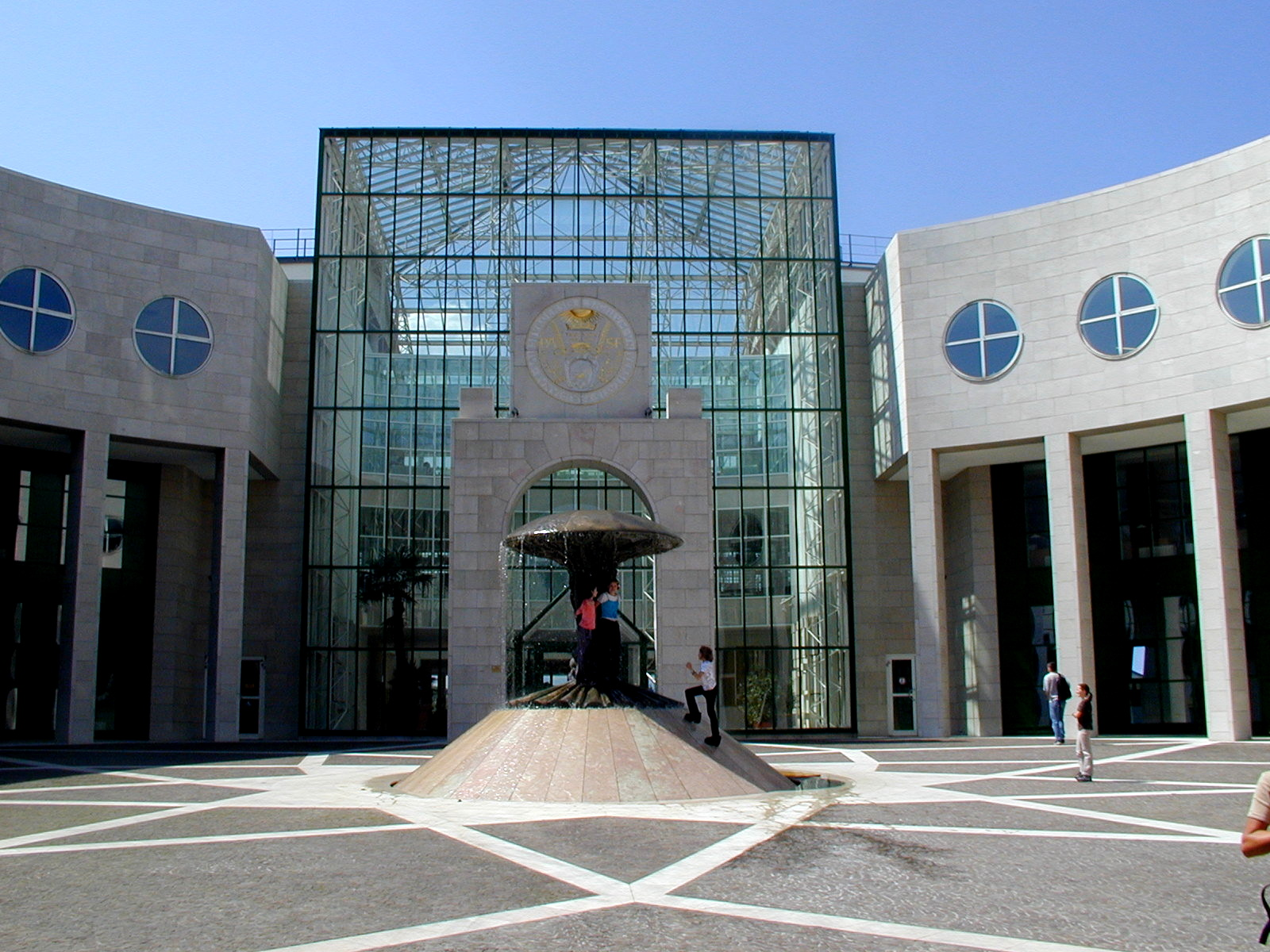
Innenhof mit Brunnen und Eingang von der Hellbrunnerstrraße
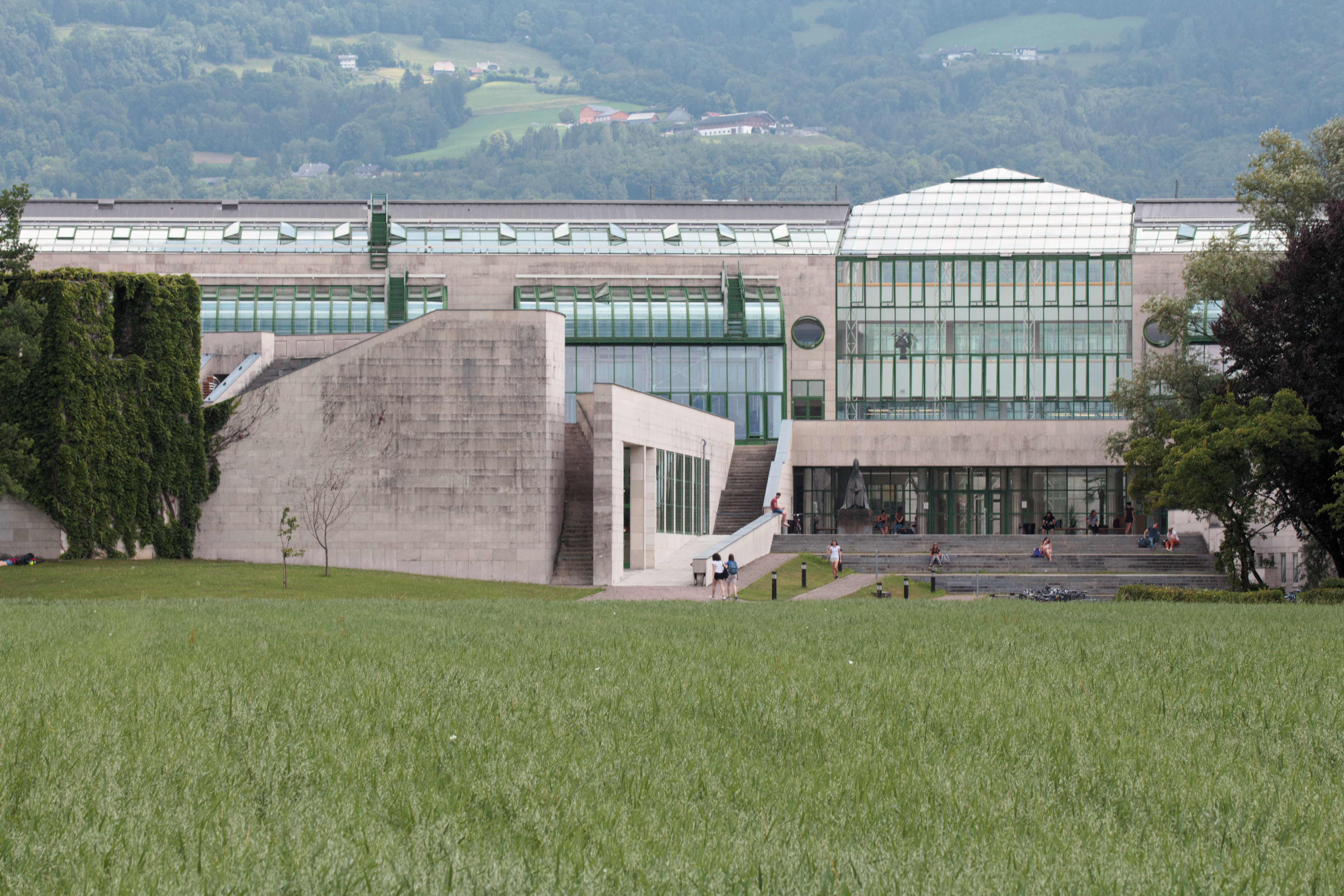
Freisaal-Seite des Gebäudes
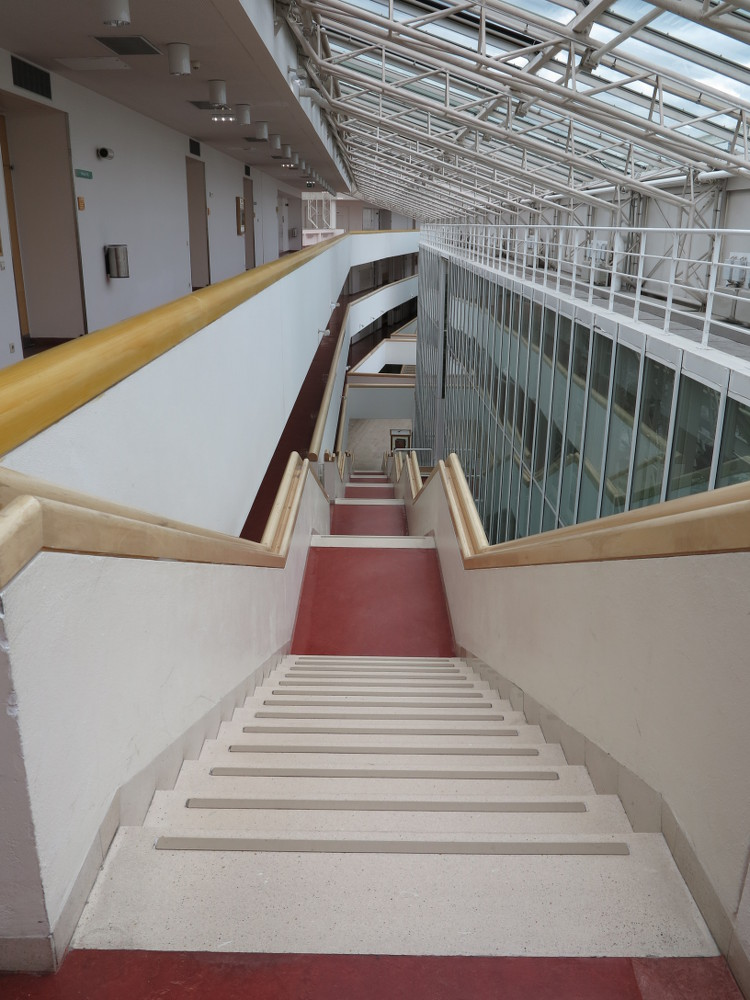
Eine Innenansicht
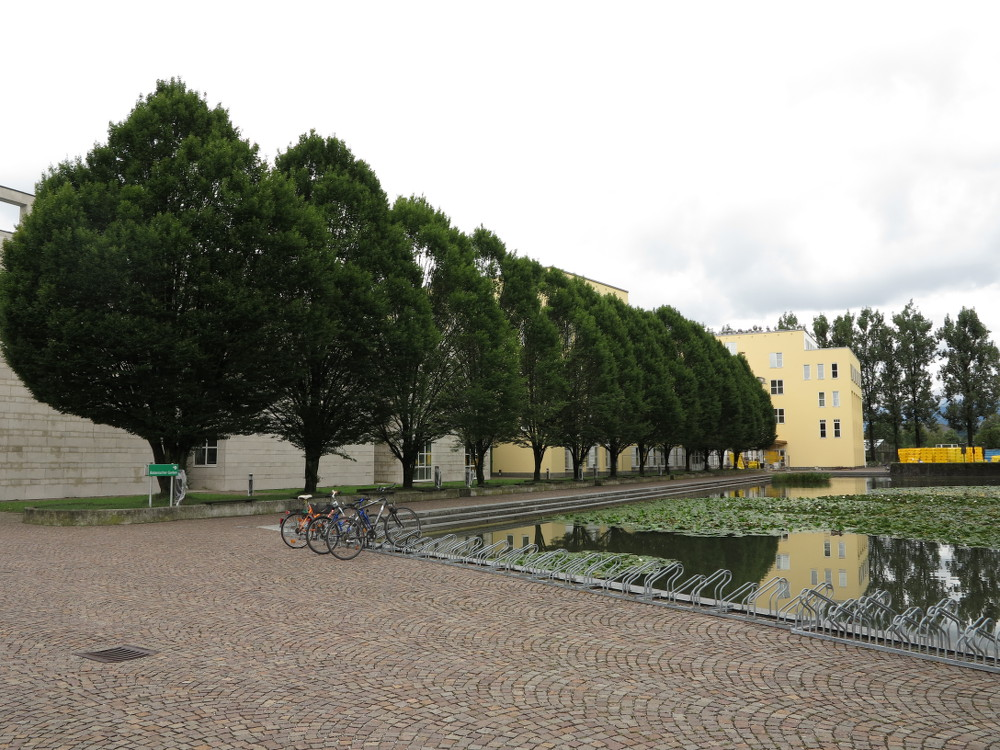
Teich

#### Einrichtungen
Mit der 2022 erfolgten Teilung der Universität in sechs statt bisher fünf Fakultäten beherbergt das Gebäude nunmehr Fachbereiche (FB) zweier Fakultäten. Der Natur- und Lebenswissenschaftlichen Fakultät sind zugeordnet: FB Biowissenschaften und Medizinische Biologie (ehemaliges Institut für Biologie, das bis 1986 in der Villa am Freisaalweg untergebracht war), FB Umwelt und Biodiversität (in den der vormalige FB Geografie und Geologie aufgegangen ist) und FB Psychologie (ehemaliges Institut für Psychologie, das sich zuvor in der Akademiestraße befand). Der FB Gerichtsmedizin und Forensische Psychiatrie wurde 2022 neu geschaffen (ein Teil befand sich schon als Interfakultärer Fachbereich seit 2004 in dem Haus). Der FB Chemie und Physik der Materialien ist 2017 in ein neues Laborgebäude in Itzling übersiedelt. Der FB Sport und Bewegungswissenschaft befindet sich weiterhin im Universitäts- und Landessportzentrum Salzburg Rif in Hallein.
Der neu gegründeten Fakultät für Digitale und Analytische Wissenschaften (abgek. DAW, auch DAS für Digital and Analytical Sciences) ist der FB Mathematik zugeordnet sowie der FB Geoinformatik - Z_GIS, der bis dahin keiner Fakultät angehörte. Zwei weitere Fachbereiche dieser Fakultät – FB Informatik und FB Artificial Intelligence and Human Interfaces (kurz AIHI) – befinden sich gemeinsam mit Chemie und Physik in Itzling.
Die vormals im Freisaalgebäude untergebrachte, keiner Fakultät zugeordnete School of Education befindet sich im Unipark Nonntal. Weiterhin in Freisaal vorhanden sind die IT-Services, die Büros beider Fakultäten, die naturwissenschaftliche Fachbibliothek (als Teilbibliothek der Universitätsbibliothek Salzburg) und eine Mensa. Unter den Hörsälen befindet sich auch das Auditorium maximum (Audimax) der Universität.

## Natur

### Landschaftsschutz und Naturdenkmale

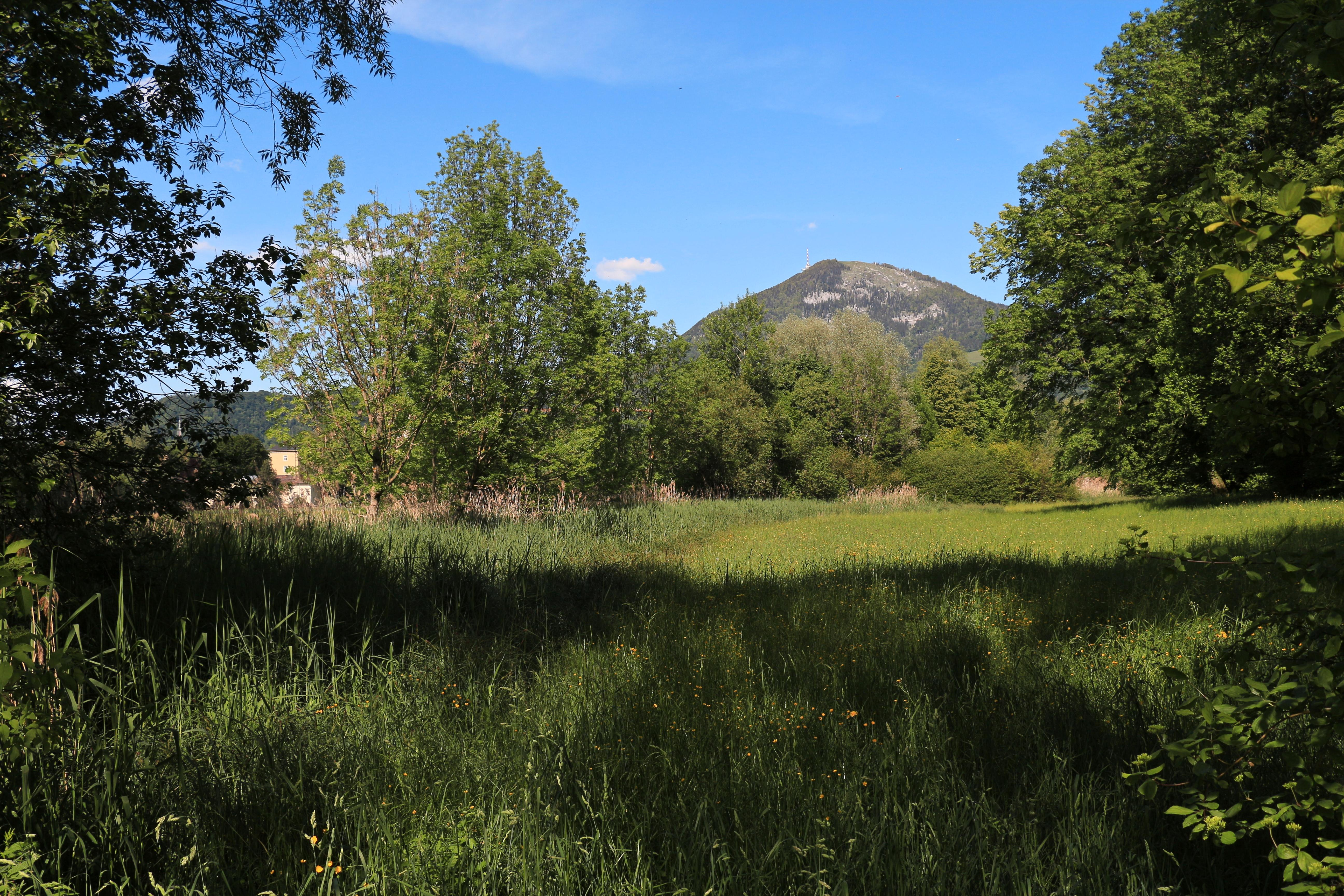
Geschützter Landschaftsteil Freisaal

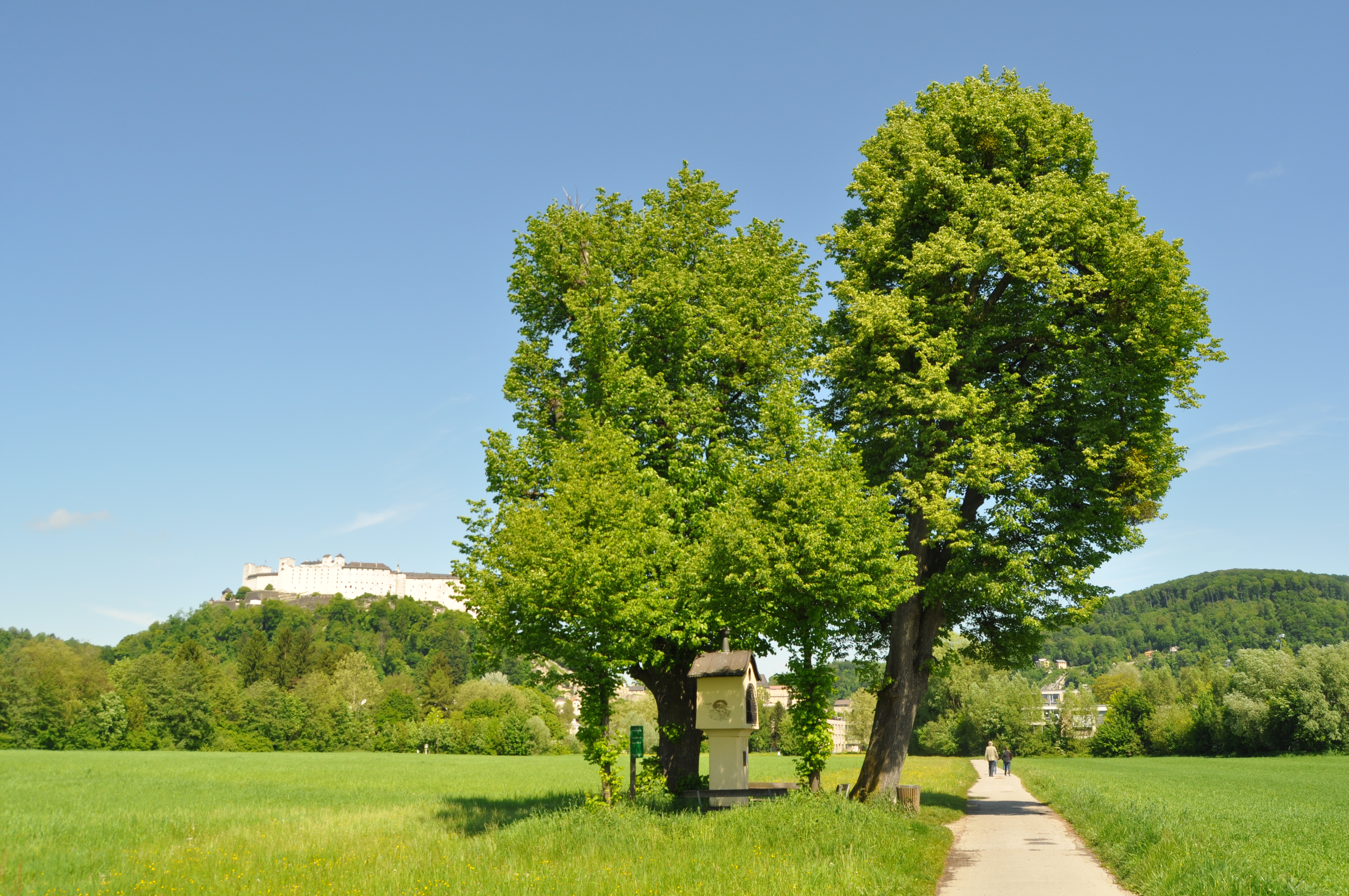
Naturdenkmal Linden in Freisaal

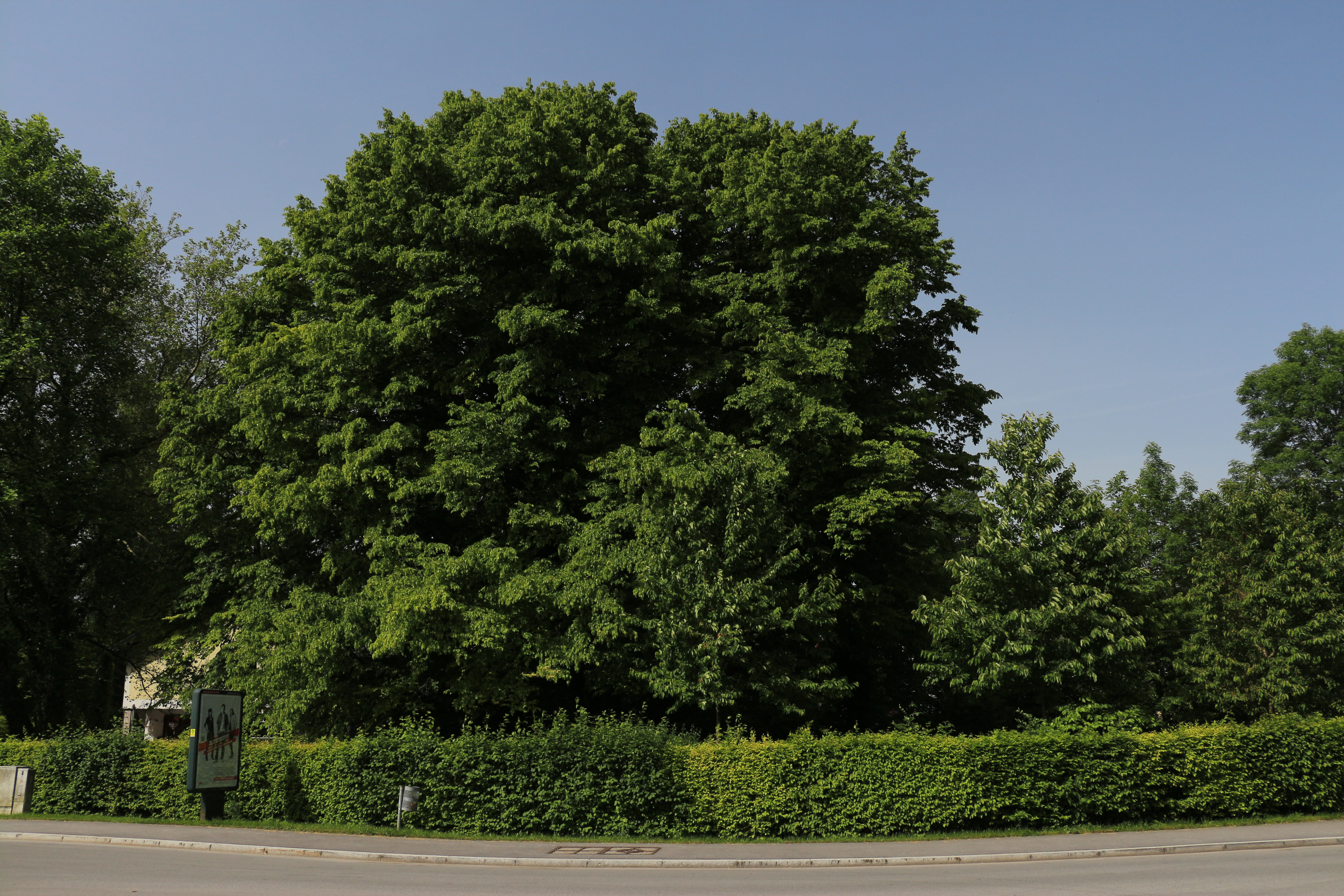
Naturdenkmal Hainbuche am Freisaalweg

- Landschaftsschutzgebiet Salzburg-Süd

Das gesamte Freisaal-Areal bildet das nördliche Ende des über die Stadtgrenzen hinausreichenden Landschaftsschutzgebiets Salzburg-Süd, das am 30. Juni 1967 in Kraft getreten ist. Als Schutzzweck werden die Erhaltung der landschaftlichen Schönheit (Parks, Schlösser, alte Baumbestände, naturnahe Areale) sowie unter anderem der ökologische und der Erholungswert der Gegend für den Menschen im dort einzigartigen historischen Landschaftsgarten Hellbrunn angegeben.
- Geschützter Landschaftsteil Freisaal

Das Areal um den Weiher des Schlosses Freisaal sowie ab hier entlang des Unterlaufs des Hechtenbachs ist seit 1. November 1988 zusätzlich als Geschützter Landschaftsteil Freisaal ausgewiesen. Hoher Wert wird dem Gebiet – gleich wie für den Landschaftsschutz – hinsichtlich der Landschaftsästhetik, der Erholung und der Ökologie beigemessen. Aus der Flora werden Ahorn- und Lindenbestände genannt sowie das Vorhandensein verschiedener Blumen (Aronstab, Wasser-Schwertlilie, Leberblümchen). Aus der Tierwelt sind besonders Vögel (Kleiber, Stieglitz, Star, Eichelhäher) vertreten, in den Gewässern wurden teils seltene Muscheln und Schnecken gefunden. Die geschützte Fläche beträgt 6,52 Hektar.
- Naturdenkmal Linden in Freisaal

Inmitten der Freisaal-Wiesen befinden sich die seit 21. Februar 1972 als Naturdenkmal ausgewiesenen Linden in Freisaal. Vier um 1810 gepflanzte Winterlinden sind um einen Marienbildstock gruppiert. Der Bildstock wurde in Erinnerung an die Franzosenkriege aufgestellt, das Bild stammt von Hubert Sattler. Die Bäume, die als Schutz- und Heilbäume bekannt sind, stehen symbolisch zum Schutz des religiösen Kleindenkmals bzw. sollen als Schutz vor Krieg und Verderben gelten. Die Bäume, von denen in der Zwischenzeit zwei durch Nachpflanzungen ersetzt wurden, sind außerdem für Vögel und Insekten bedeutsam. Höchste Bewertung erhält das Naturdenkmal hinsichtlich der Landschaftsästhetik und der Ökologie. Die geschützte Fläche beträgt 908 m².
- Naturdenkmal Hainbuche am Freisaalweg

Nordwestlich knapp außerhalb der Begrenzung des Landschaftsschutzgebiets Salzburg-Süd steht neben dem Parkplatz an der Akademiestraße eine mehrstämmige Hainbuche, deren Alter auf mehr als 200 Jahre geschätzt wird. Der Baum mit auffallend kugeliger Krone ist der Rest des Baumbestands im Garten der gründerzeitlichen Villa am Freisaalweg. Er erhält als geschütztes Objekt seine höchste Bewertung bezüglich der Landschaftsästhetik und wurde am 23. Jänner 1986 zum Naturdenkmal erklärt. Die denkmalgeschützte Fläche beträgt 453 m².

### Der Botanische Garten der Universität Salzburg

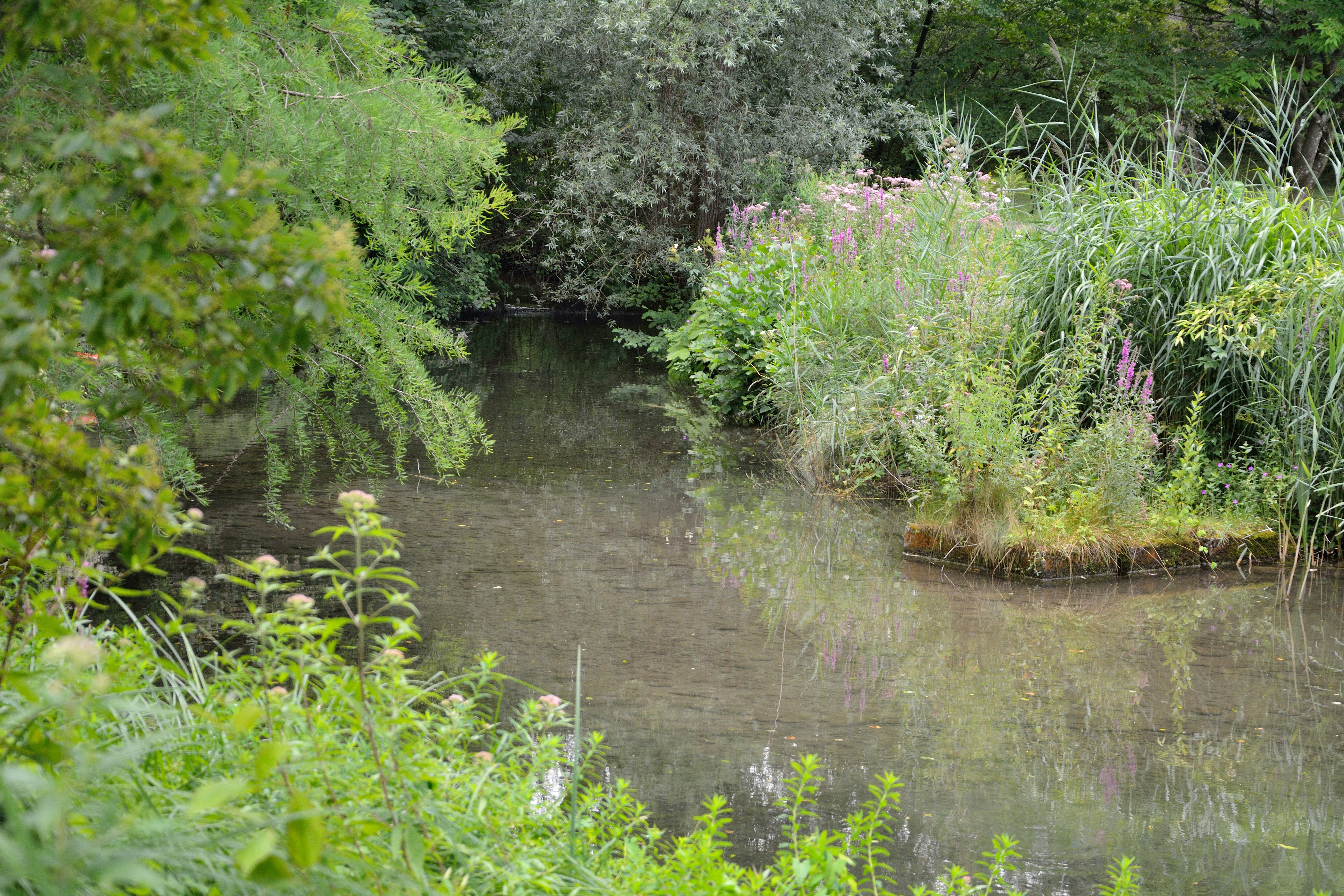
Der Hechtenbach im botanischen Garten der Universität

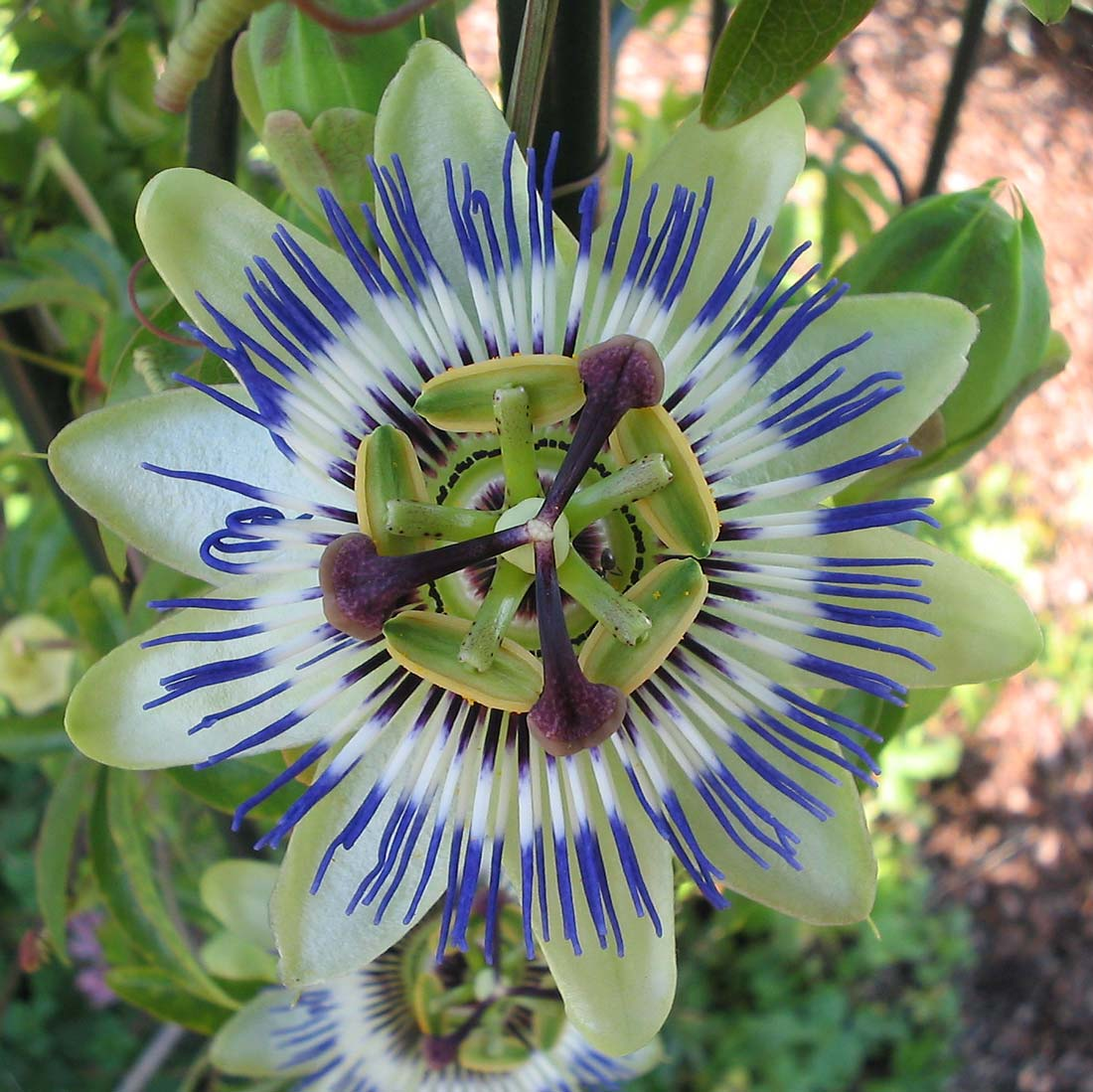
Blaue Passionsblume im botanischen Garten

Der Vorläufer des botanischen Gartens war der Garten der Alten Universität im Stadtzentrum, wo ab 1780 der damalige Collegiumgarten verpachtet und kurzzeitig auch ein Pflanzenhandel betrieben worden war. Im Zuge der Einrichtung des Lehrfachs Botanik der dortigen Studienfächer (Lyceum, Hebammenschule, chirurgisch-landärztliche Studien) legte man 1835 an der Stelle einen 2000 m² großen medizinischen Kräutergarten an, der später vergrößert wurde und in dem besonders unter der Leitung von Eberhard Fugger zahlreiche weitere Pflanzen gezüchtet wurden. 1888 soll es diesem angeblich gelungen sein, die gesamte damals bekannte Flora Salzburgs im Garten zu vertreten. Immer geringer werdende Geldmittel gegen Ende des 19. Jahrhunderts und bis zum Beginn des Ersten Weltkrieges zwangen immer mehr zu einschneidenden Sparmaßnahmen. Noch schwieriger gestaltete sich die Zeit nach dem Ersten Weltkrieg, bis er 1937 der Stadtgärtnerei ziemlich verwaherlost übergeben wurde. Gegen Ende des Zweiten Weltkriegs diente er nur noch als Lagerfläche. Nach dem Krieg wurde ein Teil des Gartenareals umgestaltet, der nun gegenüber dem Großen Festspielhaus – benannt nach dem Dirigenten Wilhelm Furtwängler (1886–1954) – als Wilhelm-Furtwängler-Garten das Grünareal zwischen Alter Universität, Kollegienkirche und Max-Reinhardt-Platz bildet.
Mit dem Bau des Fakultätsgebäudes ab 1982 errichtete man auf einer Fläche von rund 1,5 Hektar wieder einen botanischen Garten für Lehr- und Forschungszwecke. Er umfasst einen Außenbereich mit mehreren Schaugruppen (mitteleuropäische Vegetation), Anzuchtflächen und Experimentalgewächshäuser. Ein Fassadengewächshaus ist architektonisch mit dem Bau des Fakultätsgebäudes verbunden und enthält tropische Gewächse. Als Seltenheit konnte man dort im Juni 2019 das kurzzeitige Blühen einer auf Sumatra beheimateten Titanenwurz (Amorphophallus titanum, eines Aronstabgewächses) beobachten. Es handelte sich dabei um das erste Ereignis dieser Art in Österreich.
Die Lebendsammlung des Gartens umfasst mehrere Themenbereiche, so auch wieder einen Apotheken-Kräutergarten, in dem auf 300 m² an die 280 verschiedene Arznei- und Heilpflanzen gezogen werden. Darüber hinaus bieten eine umfangreiche Trockensammlung (Früchte und Samen verschiedener Pflanzen) sowie die Herausgabe eines jährlichen Samenkatalogs Grundlagenmaterial für Forschung und Lehre und für Arbeiten zur Erhaltung der Biodiversität. Zu den Aufgaben des Gartens zählt zudem im Rahmen internationaler Tätigkeit das Beobachten bestimmter Baum- und Strauchgewächse hinsichtlich der Zeitpunkte des Austreibens und Einziehens der Blätter („phänologischer Garten“). Weitere Tätigkeiten sind etwa die Zusammenarbeit mit einer landwirtschaftlichen Fachschule (Lehrlingsausbildung) und das Betreiben eines Schulgartens (Lehrerausbildung). Kooperiert wird auch mit dem Verein Arche Noah.
Der botanische Garten ist in der warmen Jahreszeit tagsüber öffentlich zugänglich. Es besteht das Angebot einer Informationsbroschüre und von Führungen nach Vereinbarung.

## Verkehr
Der Freisaalweg und sein Abzweig zum Universitätsgebäude sind nur für Fußgänger und Radfahrer passierbar. Nördlich quert der Weg die Akademiestraße und geht zuletzt in den Mühlbacherhofweg über, von wo man weiter auf Fuß- und Radweg bis zur Altstadtgrenze gelangt. Südlich endet der Weg an der Hofhaymer-Allee, von wo man anschließend über die ebenfalls für den motorisierten Verkehr gesperrte Hellbrunner Allee nach rund zweieinhalb Kilometer zum Schloss Hellbrunn gelangt. Die Strecke von Hellbrunn über den Freisaalweg in die Innenstadt ist Teil des Tauernradwegs.
Am Rand des Freisaal-Areals existieren zwei Fußwege. Der bislang unbenannte Weg vom Freisaalweg zum Universitätsgebäude und nördlich um dieses bis zur Hellbrunnerstraße wird seit Ende Juni 2020 als Richard-Hörl-Weg bezeichnet. Benannt ist er nach dem Umweltaktivisten und Mitbegründer der Salzburger Bürgerliste Richard Hörl (1939–2019), der sich unter anderem für den Erhalt von Freisaal als Grünraum eingesetzt hatte. Östlich des Botanischen Gartens, bereits außerhalb Freisaals, befindet sich die Bocksbergerstraße. Sie ist seit 1962 benannt nach dem Maler Hans Bocksberger, der die Fresken im Schloss Freisaal schuf.
Mit öffentlichem Verkehrsmittel erreichbar ist das Gebiet mit der städtischen Buslinie 22 (Haltestelle Freisaalweg). Nächstgelegene Haltestellen der Linie sind Bocksbergerstraße und Michael-Pacher-Straße beim Eingang zum universitären Fakultätsgebäude.

## Trivia
Freisaal als Namensgeber
Nördlich von Freisaal in der Erzabt-Klotz-Straße besteht ein kleiner Übernachtungsbetrieb mit dem Namen Pension Freisaal und östlich von Freisaal gibt es in einem gehobenen Hotel an der Alpenstraße, dem früheren alten "St.-Josefs-Hof" (auch "Kasererhof"), nunmehr Hotel Castellani einen Salon dieses Namens. Unmittelbar gegenüber dem botanischen Garten der Universität befindet sich bei der Kreuzung Hellbrunnerstraße–Hofhaymer-Allee der Reiterhof Freisaal. Freisaal ist der Name eines zuletzt errichteten Gebäudes des Altersheims Hellbrunn ("Haus Freisaal").
Freisaal ist der Titel eines Musikstücks der Salzburger Folk-Band Jännerwein.